# قراب (ديناران)
قراب (بالفارسية: قراب) هي قرية تقع في إيران في قسم دیناران الريفي. يقدر عدد سكانها بـ 23 نسمة .